# Oleksandrivka, Oleksandria
Oleksandrivka (în ucraineană Олександрівка) este localitatea de reședință a comunei Oleksandrivka din raionul Oleksandria, regiunea Kirovohrad, Ucraina.

## Demografie
Componența lingvistică a localității Oleksandrivka
     Ucraineană (95,78%)
     Rusă (2,17%)
     Alte limbi (1,2%)
Conform recensământului din 2001, majoritatea populației localității Oleksandrivka era vorbitoare de ucraineană (95,78%), existând în minoritate și vorbitori de rusă (2,17%).